# Майклз, Шон
Майкл Шон Хиккенбо́ттом (англ. Michael Shawn Hickenbottom; род. 22 июля 1965, Чандлер, Аризона), более известный как Шон Майклз (англ. Shawn Michaels) — американский рестлер, актёр и телеведущий. Широко рассматривается как один из величайших рестлеров всех времён. В настоящее время работает в WWE в качестве старшего вице-президента по творческому развитию кадров и курирует творческие аспекты бренда NXT.
С 1988 года Майклз неизменно выступал в WWE, бывшую World Wrestling Federation (WWF), пока в 1998 году травма спины не заставила его впервые закончить карьеру. Следующие два года он не выступал на ринге, а в 2000 года вернулся для участия в матче собственной Texas Wrestling Academy (TWA). Майклз возобновил свою карьеру в WWE в 2002 году и торжественно ушёл на пенсию в 2010 году, а в 2016 году был назначен тренером. Он вернулся для последнего матча в 2018 году.
Майклз стал 4-кратным мировым чемпионом, в частности — 3-кратным чемпионом WWF и чемпионом мира в тяжёлом весе, а также европейским чемпионом WWF, 3-кратным интерконтинентальным чемпионом WWF и 2-кратным победителем «Королевской битвы».
Шон Майклз — основатель и первый лидер влиятельной группировки D-Generation X. В 1998—2000 годах выступал в WWF в качестве комиссионера, не имея возможности выступать на ринге в связи с травмой спины, полученной 18 января 1998 года на Royal Rumble в победном матче за титул чемпиона WWF против Гробовщика.
Двукратный член Зала славы WWE: индивидуально с 2011 года, с 2019 года — в составе D-Generation X.

## Ранняя жизнь
Майкл Шон Хикенботтом родился 22 июля 1965 года в Чандлере, Аризона. Он последний из четырёх детей — его старшие братья и сестры Рэнди, Скотт и Шари. Он вырос в семье военного и провёл небольшую часть своих детских лет в Рединге, Беркшир, Англия, но вырос в Сан-Антонио, Техас. В детстве Хикенботтому не нравилось имя Майкл, поэтому семья и друзья называли его просто Шоном, с тех он использует это имя.
Он понял, что хочет стать рестлером в возрасте 12 лет, и, по его словам, на школьном шоу талантов он исполнил рестлинг-номер с искусственной кровью. Хикенботтом был спортсменом: его карьера началась в возрасте шести лет, когда он начал играть в американский футбол. Он был выдающимся полузащитником в средней школе на базе ВВС Рэндольфа и в конце концов стал капитаном футбольной команды. После окончания школы Хикенботтом учился в Юго-Западном университете штата Техас в Сан-Маркосе, но вскоре понял, что студенческая жизнь не для него. Тогда он начал карьеру в рестлинге.

## Карьера в рестлинге

### National Wrestling Alliance (1984—1985)
Хикенботтом начал тренироваться у мексиканского рестлера Хосе Лотарио. Во время тренировок Хикенботтом взял себе имя Шон Майклз. После тренировок у Лотарио 16 октября 1984 года он дебютировал под именем Шон Майклз во входящей в National Wrestling Alliance (NWA) Mid-South Wrestling в матче против Арта Крюса, проиграв ему после «свинг-брейкера». Выступление Майклза в его дебютном матче впечатлило многих ветеранов, включая Терри Тейлора.
В январе 1985 года он дебютировал в World Class Championship Wrestling (WCCW), территории NWA в Далласе, Техас. В апреле 1985 года Майклз перешел работать на другую территорию NWA в Канзас-Сити под названием Central States Wrestling. Там он вместе с партнером по команде Марти Джаннетти победил близнецов Баттенов в борьбе за титул командных чемпионов Центральных штатов NWA, но позже они проиграли его обратно Баттенам.

### Texas All-Star Wrestling (1985—1986)
После ухода из Канзас-Сити он вернулся в Техас, чтобы выступать в Texas All-Star Wrestling (TASW). Во время работы в TASW Майклз заменил Ника Киниски в команде «Американская порода», объединившись с Полом Даймондом. Майклз и Даймонд были награждены Чаво Герреро-старшим титулом командных чемпионов TASW. Позже команда была переименована в «Американскую силу». Находясь в TASW, Майклз и Даймонд враждовали с «Японской силой».

### American Wrestling Association (1986—1987)
Хикенботтом дебютировал на национальном уровне под именем Шон Майклз в возрасте 20 лет в American Wrestling Association (AWA), одержав победу над Буддаханом на канале ESPN. Он снова объединился с Марти Джаннетти в команду «Полуночные рокеры». «Полуночные рокеры» выиграли титул командных чемпионов мира AWA, победив Дага Сомерса и Бадди Роуза.

### World Wrestling Federation и возвращение в AWA (1987—1988)
В 1987 году «Рокеры» подписали контракт с конкурирующей организацией — World Wrestling Federation (WWF). Через две недели они были уволены из WWF за инцидент в баре (недоразумение, согласно автобиографии Майклза). Затем они вернулись в AWA, где во второй раз выиграли командное чемпионство, но через год вернулись в WWF.

### Возвращение в WWF/E

#### «Рокеры» (1988—1992)
«Полуночные рокеры» вновь появились на живом шоу WWF 7 июля 1988 года. Из-за желания председателя WWF Винса Макмэна, чтобы его исполнители носили эксклюзивные для WWF имена, Майклз и Джаннетти были переименованы в просто «Рокеров». Команда оказалась популярной как среди детей, так и среди женщин, и в течение следующих двух лет была одним из лидеров на телевидении и платных шоу. В это время Майклз стал хедлайнером своего первого PPV-шоу в WWF, когда «Рокеры» участвовали в главном событии Survivor Series 1989 года.
30 октября 1990 года «Рокеры» неофициально выиграли командное чемпионство WWF у «Основания Хартов» (Брет Харт и Джим Нейдхарт), поскольку Нейдхарт вёл переговоры о своем увольнении из компании. Матч был записан с победой «Рокеров», но вскоре после этого Нейдхарт пришел к соглашению с руководством и был вновь принят на работу. Титул был возвращен «Основанию», а смена титула так и не была показана по телевидению (хотя «Рокеры» провели успешную защиту титула 3 ноября 1990 года против «Силы и славы» (Геркулес и Пол Рома), прежде чем титул был возвращен «Основания Хартов»). Когда новость распространилась, WWF объяснила, что первоначальный результат был аннулирован из-за того, что во время поединка на ринге рухнул тёрнбакл. Он действительно сломался, но не до такой степени, чтобы это было заметно или опасно во время матча. «Рокеры» продолжили свое сотрудничество и в конце концов разошлись 2 декабря 1991 года (эфир 11 января 1992 года) на шоу Wrestling Challenge, во время инцидента в телевизионном сегменте ток-шоу Брутуса Бифкейка «Барбершоп». Майклз ударил Джаннетти «суперкиком» и бросил его в стеклянную витрину на съемочной площадке. Джаннетти вернулся в WWF в следующем году и пользовался умеренным успехом, после чего покинул компанию в 1994 году, а Майклз стал известным злодеем начала и середины 1990-х годов под именем «Мальчик-игрушка».

#### «Разбивающий сердца» (1992—1995)
По предложению Курта Хеннига Майклз принял прозвище «Разбивающий сердца». Вместе с новым именем он получил и новый образ тщеславного, самоуверенного злодея. Его свели с менеджером, носящим зеркало, Сенсационной Шерри, которая, согласно сюжету, влюбилась в него. Шерри спела первую версию его новой музыкальной темы «Sexy Boy».
На WrestleMania VIII Майклз победил Тито Сантану в своем первом одиночном матче на PPV-шоу после того, как оба рестлера одновременно выбыли из матча «Королевская битва» в том году. Впоследствии Майклз стал претендентом на одиночные титулы промоушена и не смог выиграть титул чемпиона WWF у Рэнди Сэвиджа в своей первой возможности побороться за этот титул на британском шоу UK Rampage, которое состоялось 19 апреля на арене Шеффилда и транслировалось на Sky Movies Plus (матч позже транслировался в США в выпуске от 15 июня Prime Time Wrestling). Майклз также не смог выиграть титул интерконтинентального чемпиона у Брета Харта в первом в WWF матче с лестницами на шоу Wrestling Challenge 21 июля, который впоследствии был выпущен на нескольких релизах Coliseum/WWE Home Video. Однако он выиграл титул у Британского бульдога на шоу Saturday Night’s Main Event XXXI, которое вышло в эфир 14 ноября. Вскоре после этого он встретился с Хартом за титул чемпиона WWF в главном событии Survivor Series, но проиграл матч. В это время Майклз и Шерри разошлись, и он вступил во вражду с бывшим партнером по команде Марти Джаннетти. Майклз проиграл интерконтинентальный титул Джаннетти в эпизоде Raw от 17 мая 1993 года, но вернул его себе 6 июня с помощью своего дебютировавшего «телохранителя» (и друга вне эфира) Дизеля.
В сентябре 1993 года Майклз был отстранен от соревнований за положительный тест на стероиды — обвинение, которое он так и не признал. В программах WWF его отстранение объяснялось тем, что он недостаточно часто защищал титул. Отказавшись от предложений World Championship Wrestling (WCW), Майклз вернулся в WWF и сделал несколько выступлений в United States Wrestling Association (USWA) во время сотрудничества WWF и USWA. Он вернулся на телевидение WWF в ноябре на Survivor Series, заменив Джерри Лоулера, у которого были юридические проблемы, в матче, в котором он сам и трое «рыцарей» Лоулера выступали против братьев Харт: Брета, Брюса, Кита и Оуэна.
В 1994 году Майклз вступил в соперничество с Рейзором Рамоном, который выиграл интерконтинентальный титул, освободившийся во время отсутствия Майклза. Поскольку Майклз никогда не был побежден на ринге в борьбе за титул, он заявил, что является законным чемпионом и даже носил с собой свой старый пояс. Кульминацией этой вражды стал матч с лестницами между ними на WrestleMania X. Майклз проиграл матч, в котором чемпионские пояса его и Рамона были подвешены над лестницей на ринге. Этот матч был признан фанатами «Матчем года» по версии Pro Wrestling Illustrated. Он также получил пятизвездочный рейтинг от редактора Wrestling Observer Newsletter Дэйва Мельтцера. В течение следующих нескольких месяцев Майклз боролся с различными травмами и запустил сегмент телевизионного ток-шоу «Отель „Разбитое сердце“», который в основном показывался на Superstars.
28 августа Майклс и Дизель отобрали у «Хэдшринкеров» (Саму и Фату) командное чемпионство WWF. На следующий день на SummerSlam Дизель проиграл титул интерконтинентального чемпиона Рамону, когда Майклз случайно ударил Дизеля «суперкиком». Это вызвало раскол между Майклзом и Дизелем, сюжетная линия которого затянулась до Survivor Series в ноябре того года. Майклз выиграл «Королевскую битву» в 1995 году, что позволило организовать матч за звание чемпиона на WrestleMania XI против Дизеля (который впоследствии выиграл титул чемпиона WWF у Боба Бэклунда). В рамках сюжета Майклз нанял Сида в качестве своего телохранителя на время подготовки, проиграл матч и был атакован Сидом на следующий день. После этого Майклз взял перерыв, потому что Винс Макмэн хотел, чтобы Майклз стал любимцем фанатов.

#### Основание «Клики» (1995—1996)
Майклз вернулся на ринг в качестве любимца фанатов в мае 1995 года и победил Джеффа Джарретта, выиграв свой третий интерконтинентальный титул в июле на шоу In Your House 2: The Lumberjacks. Это привело к защите титула против Рейзора Рамона на SummerSlam в матче с лестницами, который Майклз выиграл. Примерно в это время Майклз стал лидером закулисной группы, известной как «Клика». Критики считают, что эта группа имела достаточное влияние на владельца WWF Винса Макмэна, став доминирующей силой в WWF в течение нескольких лет в середине 1990-х годов, вызывая трения с другими рестлерами. Майклз оспаривает это мнение, говоря, что Макмэн продвигал только достойных рестлеров. В октябре 1995 года Майклз стал жертвой реального нападения возле бара в Сиракьюсе, Нью-Йорк. Из-за того, что Майклз не мог участвовать в соревнованиях, он был вынужден сдать титул интерконтинентального чемпиона своему первоначальному противнику Дину Дугласу на шоу In Your House: Great White North, который, в свою очередь, проиграл титул Рейзору Рамон, ещё одному члену «Клики». Это событие было приведено в качестве примера того, как «Клика» сдерживает других рестлеров. Во время матча с Оуэном Хартом на ноябрьском выпуске Raw Харт провел «энзуигири», который попал в затылок Майклза. Они продолжили матч, но Майклз упал на ринг, предположительно из-за сотрясения мозга. Сотрясение мозга было сценарием, который в то время скрывали от большинства фанатов. Сюжет был написаны для того, чтобы Майклз мог немного отдохнуть после слишком быстрого возвращения после травмы.

#### Чемпион WWF (1996—1998)
После того, как Майклз намекал на завершение карьеры, он вернулся в WWF на Royal Rumble 21 января 1996 года, выиграв «Королевскую битву» второй год подряд и получив матч за звание чемпиона WWF в главном событии на WrestleMania XII. Примерно в это время Хосе Лотарио стал экранным менеджером Майклза. На WrestleMania XII 31 марта Майклз победил чемпиона WWF Брета Харта в овертайме шестидесятиминутного матча «Железный человек». 19 мая Майклз и его товарищи по «Клике» были вовлечены в инцидент, известный как «Занавес». Дизель и Рейзор Рамон собирались покинуть WWF и перейти в конкурирующую компанию WCW. После того, как Майклз выиграл матч против Дизеля, Рамон и Хантер Хёрст Хелмсли вышли на ринг и обнялись с Майклзом и Дизелем. Поскольку Дизель и Хелмсли в то время считались злодеями, в отличие от Майклза и Рамона, это было нарушением кейфеба, то есть выходом из образа, что в то время было редкостью и вызывало споры. Поскольку WCW набирал обороты благодаря подписанию контрактов с Холлом и Нэшем, Майклз удерживал чемпионство большую часть года. На Survivor Series 17 ноября Майклз проиграл титул чемпиона WWF Сайко Сиду, но вернул себе титул 19 января 1997 года на Royal Rumble.
На специальном эпизоде Raw, названном Thursday Raw Thursday, Майклз отказался от чемпионства WWF. Он объяснил фанатам, что врачи сообщили ему, что он получил травму колена. Майклз размышлял о завершении карьеры и заявил, что ему «нужно снова найти свою улыбку», которую он «потерял» где-то в прошлом. После консультации с доктором Джеймсом Эндрюсом, который заключил, что ему не нужна операция, Майклз прошел четырёхнедельную физиотерапию и вернулся на ринг через несколько месяцев, ненадолго объединившись со Стивом Остином, чтобы выиграть командное чемпионство WWF. В своей автобиографии Майклз рассказывает о своей вражде с Бретом Хартом в реальной жизни, утверждая, что Харт давал интервью в прямом эфире, заявляя, что Майклз симулировал всю свою травму.
К весне 1997 года реальный закулисный конфликт между Майклзом и Хартом достиг своего апогея. Оба рестлера выходили на ринг и часто делали личные, искренние замечания друг о друге. Майклз ненадолго покинул WWF в июне того же года после реальной закулисной драки с Хартом за несколько часов до начала шоу Raw is War, которая якобы стала результатом того, что Майклз сделал замечание в эфире, известное как замечание «Солнечные дни», подразумевая, что у Харта (который в то время был женат) был роман с Санни. Майклз и Остин в то время все ещё были командными чемпионами WWF во время продолжающейся вражды с «Основанием Хартов», и был проведен турнир, чтобы определить новых командных чемпионов. Майклз в итоге вернулся в июле. На SummerSlam 3 августа Майклз судил матч за звание чемпиона WWF Гробовщиком и Бретом Хартом. Матч закончился неоднозначно: Майклз ударил Гробовщика стулом (непреднамеренно, так как целился в Харта после того, как тот плюнул ему в лицо). Майклз был вынужден отдать чемпионство своему заклятому врагу Брету Харту. На следующий вечер в эфире Raw is War появились признаки того, что Майклз станет хилом, когда он сказал фанатам WWF, что произошедшее на SummerSlam было случайностью и что он разберется с Гробовщиком, когда придет время. На One Night Only, проходившем в Бирмингеме, Англия, 20 сентября, Майклз победил Британского бульдога и завоевал титул чемпиона Европы WWF. Фанаты на мероприятии были настолько расстроены результатом матча, что освистали Майклза и завалили ринг мусором, закрепив его в образе хила. С этой победой Майклз стал первым чемпионом Большого шлема. На In Your House: Badd Blood 5 октября Майклз победил Гробовщика в первом матче «Ад в клетке», во время которого Майклз упал с пятиметровой высоты на стол. Матч получил оценку 5 звезд от Дэйва Мельтцера.
Осенью Майклз объединился с другом в реальной жизни Хантером Хёрстом Хелмсли (позже известным как Трипл Эйч), девушкой Хелмсли Чайной и Риком Рудом, чтобы создать группу D-Generation X (DX). Майклз продолжал соперничать с Бретом Хартом и его реформированной группировкой «Основание Хартов». Майклз насмехался над группировкой и Канадой, совершая такие действия, как сморкание в канадский флаг и фрикции на него. Позже Майклс заявил, что осквернение флага было идеей Харта. Вражда Майклза с «Основанием Хартов» достигла кульминации в чемпионском матче против Харта на Survivor Series 9 ноября. Майклз вышел из этого матча, прозванного фанатами «Монреальской подставой», чемпионом WWF. Майклз теперь владел одновременно титул чемпиона WWF и Европы. Майклз проиграл титул чемпиона Европы члену D-Generation X Хантеру Хёрст Хемсли в фарсовом матче.

#### Первое завершение карьеры и перерыв (1998—2002)
18 января 1998 года на Royal Rumble, в матче против Гробовщика, Майклз ударился поясницей о гроб, что привело к грыже двух дисков и полному разрушению его одного. Майклз выиграл матч, но из-за травмы он не смог участвовать в шоу No Way Out of Texas: In Your House в следующем месяце, как было заявлено, и вынудила его завершить карьеру через день после того, как он проиграл титул чемпиона WWF Стиву Остину 29 марта на WrestleMania XIV.
После почти четырёхмесячного отсутствия Майклз неожиданно вернулся в WWF в качестве приглашенного комментатора на эпизоде Raw Is War от 13 июля. Майклз продолжал появляться в программах WWF и 23 ноября он сменил Сержанта Слотера на посту распорядителя WWF, а затем присоединился к группе рестлеров Винса Макмэна под названием «Корпорация». На протяжении конца 1998 и начала 1999 года Майклз регулярно появлялся на телевидении в программе Raw, в которой он назначал матчи, использовал свой авторитет, а иногда даже решал исход матчей. В эпизоде Raw Is War от 4 января 1999 года Майклз вновь присоединился к DX в качестве фейса, но исчез с телевидения WWF на несколько недель, чтобы сделать операцию на спине, и к моменту его возвращения DX была на пути к распаду.
23 ноября 1999 года Майклз выступил в Frontier Martial-Arts Wrestling на 10-м юбилейном шоу в качестве приглашенного рефери на главном события, где Эйч сражался против фальшивого Хаябусы. Он был вовлечен в матч, когда Хаябуса нанес ему удар ниже пояса, на что он ответил Sweet Chin Music.
Майклз периодически появлялся в качестве распорядителя WWF весной и летом 1999 года, но после августа не появлялся на телевидении до 15 мая 2000 года, когда он вернулся на Raw Is War, чтобы объявить себя специально приглашенным рефери на матч «Железный человек» между Скалой и Трипл Эйчем на Judgment Day. Месяц спустя Майклз ненадолго появился на Raw Is War, чтобы передать роль распорядителя Мику Фоли, и после ещё одного появления в октябре выбыл до середины 2002 года. Он ненадолго появился на телевидении, чтобы произнести речь на Armageddon 10 декабря 2000 года.
Полагая, что его карьера рестлера закончена, Майклз заинтересовался обучением людей, которые хотели стать рестлерами. Он увидел потенциал в использовании своего имени и открыл Академию рестлинга Шона Майклза (позже Texas Wrestling Academy) в 1999 году, после того как его адвокат Скип Маккормик предложил эту идею. Майклз покинул академию в 2002 году, предоставив соучредителю Руди Бой Гонсалесу единоличную ответственность в связи с новым контрактом Майклза с WWE. Майклз также работал спортивным телеведущим в местных новостях Сан-Антонио в течение короткого периода времени во время своего лечения.

#### Вражда с Трипл Эйчем (2002—2004)
На эпизоде Raw от 3 июня Майклз вернулся на телевидение WWE после 18 месяцев отсутствия, когда Кевин Нэш объявил его новым членом недавно реформированного «Нового мирового порядка» (nWo). Майклз был единственным членом nWo, который никогда не работал в WCW. После расформирования nWo Трипл Эйч решил загладить свою вину перед Майклзом. Это было закреплено, когда Майклз умолял Трипл Эйча вернуться на Raw. Позже они вышли на ринг под музыку и в костюмах DX, однако Трипл Эйч обратился против Майклза, напав на него. Продолжая этот сюжет, неделю спустя Трипл Эйч напал на Майклза на парковке. В ответ Майклз вызвал Трипл Эйча на «бой» (несанкционированный матч) 25 августа на SummerSlam, который Трипл Эйч принял, положив начало соперничеству, продолжавшемуся несколько лет. В своем первом матче WWE после WrestleMania XIV Майклз победил Трипл Эйча, но после матча был атакован им кувалдой. На Survivor Series 17 ноября Майклз выиграл титул чемпиона мира в тяжелом весе у Трипл Эйча в первом матче Elimination Chamber. 15 декабря на Armageddon он проиграл титул Трипл Эйчу в матче «Три этапа ада» — серии из трех матчей, в которых рестлеры пытаются выиграть большинство матчей.
Затем Майклз начал соперничество с Крисом Джерико, после того как Джерико заявил, что он — следующий Шон Майклз. На Royal Rumble 19 января Джерико с помощью Кристиана выбросил Майклза из «Королевской битвы». Позже Майклз вмешался в матч, в результате чего Джерико был выброшен. Майклз победил Джерико 30 марта на WrestleMania XIX, но получил удар ниже пояса после объятий с Джерико. В эпизоде Raw от 29 декабря Майклз, казалось бы, победил Трипл Эйча после в борьбе за звание чемпиона мира в тяжелом весе в своем родном городе Сан-Антонио. Однако Эрик Бишофф отменил решение из-за того, что плечи обоих были на матах. Возмущенный этим, Майклз напал на Рика Флэра и Бишоффа. Впоследствии он был уволен Бишоффом, но вновь принят на работу Стивом Остином.
В рамках продолжающейся вражды с Трипл Эйчем, они вместе с Крисом Бенуа участвовали в главном событии WrestleMania XX за титул чемпиона мира в тяжелом весе, который выиграл Бенуа. За день до этого Майклз ввел Тито Сантану в Зал славы WWE. 18 апреля на Backlash состоялся матч-реванш за титул чемпиона, в котором Бенуа успешно удержал титул. Из-за инцидента «Монреальская подстава» толпа в Эдмонтоне освистывала Майклза, а во время матча на Backlash раздавались крики «Ты подставил Брета!». На Bad Blood 13 июня Майклз проиграл Трипл Эйчу в самом длинном матче «Ад в клетке» в истории. Четыре месяца спустя он проиграл матч за звание чемпиона мира в тяжелом весе против Трипл Эйча, после вмешательства Эджа на Taboo Tuesday. После этого Майклз выбыл из строя на несколько месяцев из-за разрыва мениска.

#### Воссоединение D-Generation X (2005—2007)
30 января 2005 года на Royal Rumble Майклз участвовал в матче «Королевская битва» и выбросил Курта Энгла. Желая отомстить, Энгл снова вышел на ринг и выбросил Майклза, а затем запер его в захват лодыжки за пределами ринга. Майклз бросил вызов Энглу на матч на WrestleMania 21, который Энгл принял, появившись на Raw, чтобы напасть на Майклза. На следующей неделе на Raw Марти Джаннетти и Майклз провели одноразовое воссоединение в качестве «Рокеров» и победили «Сопротивление» (Роберт Конвей и Сильван Гренье). Три дня спустя на SmackDown! Энгл победил Джаннетти. Чтобы послать «сообщение» Майклзу, Энгл также унизил бывшего менеджера Майклза, Сенсационную Шерри, когда применил к ней захват лодыжки. На WrestleMania 3 апреля Энгл победил Майклза, снова применив захват лодыжки.
На следующий вечер на Raw Мухаммад Хассан и Дайвари напали на Майклза. На эпизоде Raw от 11 апреля Майклз подошел к генеральному менеджеру Эрику Бишоффу, в котором потребовал провести гандикап-матч с Хассаном и Дайвари. Бишофф отказался назначить такой матч и вместо этого сказал Майклзу найти себе партнера. Тогда Майклз обратился к Халку Хогану с просьбой вернуться и объединиться с ним. В эпизоде Raw от 18 апреля Хассан снова напал на Майклза, пока не появился Хоган, чтобы спасти Майклза и принять его предложение. На Backlash 1 мая Хоган и Майклз победили Хассана и Дайвари. Позже, 26 июня на Vengeance, в матче-реванше c WrestleMania, Майклз победил Курта Энгла (который был призван на Raw на драфте). На эпизоде Raw 4 июля, после победы над Карлито и Куртом Энглом, Майклз атаковал Хогана своим приемом Sweet Chin Music, и впервые с 1998 года стал хилом. На следующей неделе Майклз появился на шоу Piper’s Pit, где нанес Sweet Chin Music Родди Пайперу, а затем бросил Хогану вызов на матч на SummerSlam, который Хоган принял на следующей неделе. Хоган победил Майклза на SummerSlam 21 августа, а после матча Майклз протянул ему руку, и они с Хоганом пожали друг другу руки. Майклз покинул ринг, чтобы дать возможность Хогану отпраздновать со зрителями, и снова стал фейсом. 18 сентября на Unforgiven он стал первым человеком, который чисто победил Криса Мастерса. 3 октября в эпизоде Raw WWE Homecoming он сразился со своим старым соперником Куртом Энглом в 30-минутном матче «Железный человек» со счетом 2:2. После этого он вызвал Энгла на внезапный овертайм, но Энгл отказался. 27 ноября на Survivor Series он был в составе команды Raw, но проиграл матч команде SmackDown!.

На выпуске Raw от 26 декабря Винс Макмэн похвалил Майклза за его участие в «Монреальской подставе». Майклз сказал, что он был предан своей компании, что он идёт дальше, и Макмэн тоже должен идти дальше. После этого Макмэн начал устанавливать необычные условия для матчей Майклза и вмешиваться в дела противников Майклза. 29 января 2006 года на Royal Rumble вернувшийся Шейн Макмэн выбросил Майклза из матча «Королевская битва». В эпизоде Raw от 13 февраля Макмэн безуспешно заставлял Майклза подписать бумаги об окончании карьеры. На следующей неделе Майклз выиграл матч с гандикапом против Spirit Squad (Кенни, Джонни, Митч, Никки и Майки), после чего бывший партнер Майклза, Марти Джаннетти, спас его от нападения группировки. После их воссоединения Макмэн предложил Джаннетти контракт, если тот «поцелует его в задницу». На следующей неделе Джаннетти отказался от предложения Макмэна и вместо этого принял вызов Криса Мастерса. Майклз попытался помочь Джаннетти, что в итоге привело к тому, что Шейн напал на Майклза и заставил его поцеловать задницу своего отца. 18 марта на шоу Saturday Night’s Main Event XXXII Шейн победил Майклза в уличной драке после того, как взял Майклза в захват «Снайпер», в результате чего Макмэн приказал дать гонг, хотя Майклз не сдался, что было намеком на «Монреальскую подставу». Несмотря на вмешательство Spirit Squad и Шейна, Майклз победил Макмэна 2 апреля на WrestleMania 22 в матче без правил. На Backlash 30 апреля Макмэны (Винс и Шейн) победили Майклза и «Бога» при помощи Spirit Squad в командном матче без дисквалификаций. На эпизоде Raw от 22 мая Spirit Squad по сценарию травмировали колено Майклза. Эта сцена была написана для того, чтобы Майклз мог сделать операцию на колене, которое уже некоторое время было действительно травмировано.
В 2006 году произошел ряд событий, которые позволили предположить воссоединение Майклза и Трипл Эйча в составе D-Generation X. Они начались на WrestleMania 22, где Майклз и Трипл Эйч во время своих матчей исполнили фирменный жест DX. На Raw оба продолжали наносить делать его, когда Майклз враждовал с Винсом Макмэном, а Трипл Эйч бросил вызов Джону Сине за звание чемпиона WWE, неоднократно сталкиваясь с Винсом Макмэном. На эпизоде Raw от 12 июня DX официально воссоединились. Во время матча, в котором Трипл Эйч выступал против Spirit Squad, Майклз пришел на помощь. 25 июня на Vengeance DX победили Spirit Squad в матче с гандикапом 5-на-2. Они также победили Spirit Squad 15 июля на Saturday Night’s Main Event XXXIII в матче 5-на-2 на выбывание и победили Макмэнов 20 августа на SummerSlam. На Unforgiven 17 сентября DX победили Макмэнов и чемпиона мира ECW Биг Шоу в матче «Ад в клетке», положив конец вражде.
На Cyber Sunday 5 ноября DX проиграли Rated-RKO (Эдж и Рэнди Ортон) после того, как избранный фанатами рефери Эрик Бишофф разрешил использование стального стула, что дало Rated-RKO незаконную победу и почетное звание первой команды, победившей DX с момента их реформации в июне 2006 года. 26 ноября на Survivor Series команда DX одержала чистую победу над командой Rated-RKO. На New Year’s Revolution 7 января 2007 года Трипл Эйч получил разрыв правого квадрицепса во время матча с Rated-RKO. Rated-RKO заявили о победе над DX, ссылаясь на травму Трипл Эйч, как о «конце» DX. На Royal Rumble 28 января Майклз был последним человеком, которого выбросил победитель матча, Гробовщик.

#### Различные противостояния и борьба за чемпионство (2007—2009)
На эпизоде Raw от 29 января Майклс завоевал титул командного чемпиона мира с чемпионом WWE Джоном Синой, победив Rated-RKO. На WrestleMania 23 1 апреля Сина сохранил титул чемпиона WWE против Майклза, заставив его подчиниться приёму STFU. На следующий вечер на шоу Raw Майклз и Сина участвовали в двух командных боях, выиграли первый и проиграли командное чемпионство мира во втором бою Харди (Мэтт и Джефф), когда Майклз перебросил Сину через верхний канат. 29 апреля на Backlash Майклс встретился с Синой, Эджем и Рэнди Ортоном в четырёхстороннем матче за звание чемпиона WWE, в котором Сина сохранил титул после того, как Майклс провел Sweet Chin Music на Сина, в результате чего тот упал на Ортона и был удержан.
Затем Майклз вступил во вражду с Рэнди Ортоном, когда Ортон заявил, что он может победить Майклза. За неделю до запланированного на 20 мая матча на Judgment Day, после того как Майклз выиграл матч против чемпиона мира в тяжелом весе Эджа, Ортон напал на него, ударив Майклза ногой по голове. Ортон снова напал на Майклза перед их матчем на Judgment Day, прервав интервью Майклза. Во время матча Майклз упал, и Ортон победил по остановке судьи. Ортон продолжил избиение и провел RKO по упавшему Майклзу, которого вынесли с ринга на носилках. Во время вражды Майклз получил сюжетное сотрясение мозга. Эта травма была использована для того, чтобы убрать Майклза с экранов, так как ему требовалась операция на колене. Майклз вернулся на Raw 8 октября, исполнив Sweet Chin Music новоиспеченному чемпиону WWE Рэнди Ортону во время церемонии вручения титула в конце шоу, а затем на глазах Винса Макмэна праздновал над нокаутированным чемпионом. 28 октября на Cyber Sunday, Майклз был выбран фанатами для поединка с Ортоном за титул чемпиона WWE, но победил по дисквалификации, когда Ортон ударил Майклза ниже пояса, в результате чего Ортон сохранил титул. Майклз получил ещё одну возможность стать чемпионом WWE, когда 18 ноября на Survivor Series ему был предоставлен матч-реванш с Ортоном. В их матче Майклзу было запрещено использовать Sweet Chin Music. Майклз проиграл матч, когда Ортон провел RKO для победы, что положило конец их вражде.
Майклз завершил карьеру Рика Флэра в матче «Угроза карьере» 30 марта 2008 года на WrestleMania XXIV. После этого Батиста поспорил с Майклзом о его действиях на WrestleMania, назвав его эгоистом и самовлюбленным. 27 апреля на Backlash, с Крисом Джерико в качестве приглашенного рефери, Майклз победил Батисту. Затем Джерико провел очную ставку с Майклзом, в ходе которой тот признался, что симулировал травму колена, чтобы победить Батисту. Майклз победил Джерико 18 мая на Judgment Day. На One Night Stand 1 июня Майклз проиграл Батисте в матче c носилками. В эпизоде Raw от 9 июня Майклз был атакован Крисом Джерико во время его ток-шоу The Highlight Reel и брошен в экран телевизора. На следующей неделе стало известно, что в контексте сюжетной линии у Майклза произошло отслоение сетчатки глаза. 20 июля на The Great American Bash Джерико победил Майклза.
На SummerSlam 17 августа Майклз объявил о своем уходе из рестлинга. В тот вечер Джерико ударил жену Майклза по лицу. На выпуске Raw от 25 августа Майклз отказался от своего ухода и вызвал Джерико на несанкционированный матч на Unforgiven 7 сентября, который Джерико принял. На следующей неделе они подписали контракт на матч и были вовлечены в драку, в результате которой Майклз получил небольшой разрыв трицепса. Он получил медицинское разрешение на участие в Unforgiven и так сильно избил Джерико, что рефери остановил матч объявил Майклза победителем. Позже тем же вечером Джерико заменил Си Эм Панка в матче за звание чемпиона мира в тяжелом весе и выиграл титул. 5 октября на No Mercy Майклз проиграл Джерико в матче с лестницами за звание чемпиона мира в тяжелом весе.

В декабре 2008 года, потеряв сбережения своей семьи из-за глобальной рецессии, Майклз нехотя принял годичный трудовой контракт от Джона «Брэдшоу» Лэйфилда (JBL). После того, как он не смог помочь JBL’у выиграть чемпионство мира в тяжелом весе у Джона Сины 25 января 2009 года на Royal Rumble, и был за это осмеян, Майклз согласился встретиться с JBL в матче «Всё или ничего» на No Way Out 15 февраля, который Майклз выиграл, тем самым досрочно расторгнув контракт и получив полную оплату.
В эпизоде Raw от 2 марта Майклз стал первым человеком, победившим Владимира Козлова, и таким образом заслужил матч с Гробовщиком на WrestleMania 25 5 апреля, который он проиграл, продлив тем самым победную серию Гробовщика на WrestleMania до 17-0. Их матч был высоко оценен критиками и зрителями, и сейчас многие считают его одним из величайших матчей на WrestleMania всех времён. После WrestleMania Майклз взял перерыв в работе WWE.

#### Заключительные матчи и второе окончание карьеры (2009—2010)
Майклз вернулся в программы WWE в серии сегментов, показанных в эпизоде Raw от 10 августа 2009 года, где он, по сюжету, покинул WWE. Трипл Эйч встретился с Майклзом в офисном кафетерии в Техасе, где тот работал шеф-поваром; на протяжении всех сегментов Трипл Эйч пытался убедить Майклза вернуться в WWE и реформировать DX. После нескольких инцидентов, произошедших во время сегментов, Майклз согласился объединиться с Трипл Эйчем, чтобы встретиться с «Наследием» (Коди Роудс и Тед Дибиаси) на SummerSlam 23 августа, где DX победили «Наследие». На TLC: Tables, Ladders and Chairs 13 декабря DX победили «Джери-Шоу» (Крис Джерико и Биг Шоу) и выиграли объединённое командное чемпионство WWE в матче TLC. В эпизоде Raw от 4 января 2010 года Майклз зарыл топор войны с давним соперником Бретом Хартом, когда они пожали друг другу руки и обнялись на ринге. В отличие от сюжетных линий, показанных в шоу, на самом деле это было примирение в реальной жизни, которое положило конец враждебности, связанной с «Монреальской подставой». Хотя некоторые сомневались в искренности этого примирения, оба рестлера подтвердили, что оно действительно было настоящим. В эпизоде Raw от 8 февраля DX проиграли командное чемпионство «ШоуМиз» (Миз и Биг Шоу) в командном матче «Тройная угроза», в котором также участвовали The Straight Edge Society (Си Эм Панк и Люк Галлоус). 21 февраля в главном событии Elimination Chamber Майклз стоил Гробовщику победы в матче за титул чемпиона мира в тяжелом весе. На WrestleMania XXVI 28 марта Майклз проиграл Гробовщику и в результате был вынужден закончить карьеру из-за условий матча, таким же образом как Майклз завершил карьеру Рика Флэра. На следующий вечер, в эпизоде Raw от 29 марта, Майклз произнес эмоциональную прощальную речь, завершив его фразой: «Шон Майклз покинул здание».

#### Член Зала славы WWE (с 2010)
В эпизоде Raw от 14 декабря 2010 года Майклз получил награду Slammy в номинации «Момент года» за матч против Гробовщика на WrestleMania XXVI и принял её через видеосвязь. Три дня спустя он объявил о заключении долгосрочного соглашения с WWE, в котором он будет выполнять роль посла. Майклз вернулся на телевидение 11 декабря во время эфира Tribute to the Troops, где он и Трипл Эйч устроили воссоединение DX на одну ночь.
Майклз появился в эпизоде Raw от 10 января 2011 года, где он был объявлен в качестве члена Зала славы WWE 2011 года. После того, как Альберто Дель Рио высмеял его, Майклз провел ему Sweet Chin Music. На выпуске Raw от 28 марта Майклз обратился к Трипл Эйчу и Гробовщику по поводу их матча на WrestleMania XXVII. Майклз был введен в Зал славы WWE 2 апреля Трипл Эйчем. К ним также присоединились товарищи по «Клике» Кевин Нэш и Шон Уолтман. Он вернулся на эпизод Raw 27 июня, где ему противостоял Си Эм Панк.
В июне 2011 года Джим Росс, Майклз и Харт объявили, что они втроем работают над DVD с хроникой карьеры Харта и Майклза, который WWE планирует выпустить в октябре 2011 года. Темой DVD будет их соперничество на экране и конфликты в реальной жизни, с особым упором на «Монреальскую подставу». В своем твите Харт описал работу над DVD как «катарсический» опыт, а Росс утверждал, что и Харт, и Майклз были очень честны и эмоциональны в своих интервью. DVD «Шон Майклз против Брета Харта: Величайшие соперники WWE» был выпущен в ноябре 2011 года.

В эпизоде Raw от 13 февраля 2012 года Майклз противостоял Трипл Эйчу по поводу принятия вызова Гробовщика на матч «Ад в клетке» 1 апреля на WrestleMania XXVIII и объявил, что он будет специальным приглашенным рефери. Майклз появился на эпизоде Raw 6 августа, где ему противостоял Брок Леснар, который сюжетно сломал руку Майклза. На эпизоде Raw от 1 апреля 2013 года Майклз вернулся и предложил присутствовать в углу Трипл Эйча в его матче с Броком Леснаром 7 апреля на WrestleMania 29. Во время этого матча Майклз нанес Sweet Chin Music вмешавшемуся Полу Хейману, что помогло Трипл Эйчу победить и сохранить свою работу.
На Super Show-Down 6 октября Майклз помог Трипл Эйчу победить Гробовщика, после чего на него напали Гробовщик и Кейн. На следующем эпизоде Raw Майклз появился вместе с Трипл Эйчем, объявив, что он возвращается для последнего матча и реформирует D-Generation X. 2 ноября на Crown Jewel D-Generation X победили «Братьев Разрушения». Матч был плохо принят как фанатами, так и критиками, получив награду «Худший матч года» от Wrestling Observer Newsletter, хотя Уэйд Келлер из PWTorch посчитал, что «Майклз показал проблески и не опозорился».
В апреле 2019 года Майклз был во второй раз введен в Зал славы WWE как член D-Generation X. 22 ноября 2020 года он появился на Survivor Series во время церемонии окончания карьеры Гробовщика. 23 января 2023 года на Raw is XXX Майклз снова воссоединился с D-Generation X.

### NXT (с 2016)
В конце 2016 года Майклз стал тренером в WWE Performance Center. 27 ноября 2018 года объявили, что Майклз станет тренером, сценаристом и продюсером шоу NXT. Работа включала в себя наблюдение за тренировочным процессом в Подготовительном центре WWE, организацию и подготовку шоу при участии начинающих рестлеров: как телевизионные съемки, так и шоу, где записи не проводились. Осенью 2019 года шоу NXT стали показывать на национальном телевидении по телеканалу USA Network, и Майклз играл на записях важную роль. В течение последующих двух лет Майклз работал над шоу за кулисами, не появляясь в сюжетах NXT. Периодически он и Игрок обращались к зрителям шоу до или после съемок, а в 2020 году, когда было организовано шоу TakeOver с названием «In Your House» Майклз и другие продюсеры шоу воспроизвели сегмент 25-летней давности, изобразив, что они никак не могут справиться с компьютером.
Летом 2021 года руководство WWE приняло решение переформатировать свою подготовительную площадку, сделав акцент на тренировки молодых атлетов со спортивной подготовкой из колледжей. Была внедрена система грантов NIL, которая позволяла подписывать контракт со студентом, который при этом мог продолжать обучение в колледже. После того, как в сентябре Игрок был госпитализирован с вирусной пневмонией и осложнением на сердце, Шон Майклз занял его место, возглавив обновленную подготовительную площадку. На этом месте он очень быстро заполучил доверие и похвалу со стороны начальства, в том числе потому, что за короткое время в несколько месяцев были подготовлены для выступлений несколько весьма качественных новичков.
В августе 2022 года Шон Майклз в одном из пресс-релизов WWE был назван вице-президентом творческого развития кадров (Vice-president of Talent Development Creative). 7 сентября того же года должность Майклза получила приставку «Старший» вице-президент.

## Личная жизнь
Первый брак Хикенботтома, с Терезой Вуд, вскоре закончился дружественным разводом. Он женился на Ребекке Курчи, бывшей девушке из WCW Nitro Girl, известной как Уиспер, 31 марта 1999 года в свадебной часовне Грейсленд в Лас-Вегасе, Невада. На свадьбе присутствовала только пара и пародист Элвиса. Их сын, Камерон Кейд, родился 15 января 2000 года, за ним последовала дочь, Шайенн, родившаяся 19 августа 2004 года. Его двоюродный брат Мэтт Бентли также является рестлером, выступавшим в TNA и WWE.
В 1996 году Хикенботтом позировал в журнале Playgirl не обнаженным. Только после того, как он позировал, он узнал, что у Playgirl в основном гомосексуальная аудитория, за что некоторые из его коллег-рестлеров подшучивали над ним.
В 1987 году Хикенботтом начал злоупотреблять психоактивными веществами, что привело к отчуждению некоторых из его ближайших друзей. В конце 1980-х годов он подумывал о самоубийстве, а в конце 1990-х годов предположил, что психологическое вмешательство «вероятно, крайне необходимо». Его жена Ребекка заметила: «В нём было что-то, что он презирал, и он саморазрушался». Страх Хикенботтома, что он может негативно повлиять на своего маленького сына, побудил его отказаться от прежнего образа жизни.
Хикенботтом стал рожденным свеше христианином 24 апреля 2002 года. Он вырос католиком, но из-за своей жены стал христианином неконфессиональной церкви. Позднее его одежда на ринге часто включала символы креста, а во время выхода на ринг он делал молитвенный жест на коленях. Хикенботтом присутствовал на телевизионной службе церкви Джона Хейджи «Краеугольный камень» в своем родном городе Сан-Антонио, где он также является преподавателем Библии. В 2008 году он выступал в программе Trinity Broadcasting Network вместе с коллегой, рестлером Стингом.

## Титулы и достижения
- Зал славы и музей рестлинга
  - С 2017 года
- American Wrestling Association
  - Командный чемпион мира AWA (2 раза) — с Марти Джаннетти
- Cauliflower Alley Club
  - Премия за жизненные достижения Арта Абрамса/Лу Теза (2018)[160]
- Pro Wrestling Illustrated
  - Самый популярный рестлер года (1995, 1996)
  - Матч года (1993) пр. Марти Джаннетти (матч за титул интерконтинентального чемпиона WWF на RAW, 17 мая 1993 года)
  - Матч года (1994) пр. Рейзора Рамона (за титул объединённого интерконтинентального чемпиона WWF на WrestleMania X, 20 марта 1994 года)
  - Матч года (1995) пр. Дизеля за титул чемпиона WWF на WrestleMania XI, 2 апреля 1995 года)
  - Матч года (1996) пр. Брета Харта (матч «Железный человек» за титул чемпиона WWF на WrestleMania XII, 31 марта 1996 года)
  - Матч года (2004) пр. Криса Бенуа и Triple H (за титул чемпиона мира в тяжёлом весе на WrestleMania XX, 14 марта 2004 года)
  - Матч года (2005) пр. Курта Энгла (на WrestleMania 21, 3 апреля 2005 года)
  - Матч года (2006) пр. Винса Макмэна (матч без правил на WrestleMania 22, 2 апреля 2006 года)
  - Матч года (2008) пр. Рика Флэра на WrestleMania 24
  - Матч года (2009) пр. Гробовщика на WrestleMania 25
  - Матч года (2010) пр. Гробовщика (Карьера против Стрика) на WrestleMania XXVI
  - Вражда года (2004) пр. Криса Бенуа и Triple H
  - Вражда года (2008) пр. Криса Джерико
  - PWI ставит его под № 1 в списке 500 лучших рестлеров 1996 года
  - PWI ставит его под № 10 в списке 500 лучших рестлеров за всю историю в 2003 году
  - PWI ставит его команду с Марти Джаннетти под № 33 в списке 500 лучших команд за всю историю в 2003 году
  - PWI ставит его команду с Дизелем под № 55 в списке 500 лучших команд за всю историю в 2003 году
- Central States Wrestling
  - Командный чемпион NWA Central States (1 раз) — с Марти Джаннетти
- Texas All-Stars Wrestling
  - Командный чемпион Техаса TASW (2 раза)— с Полом Даймондом
  - Командный чемпион TASW в матчах шести человек (1 раз) — с Полом Даймондом и Ди Джей Петерсоном
- Texas Wrestling Alliance
  - Чемпион TWA в тяжёлом весе (1 раз)
- World Wrestling Federation / World Wrestling Entertainment/WWE
  - Чемпион WWF (3 раза)
  - Интерконтинентальный чемпион WWF (3 раза)
  - Чемпион мира в тяжёлом весе (1 раз)
  - Командный чемпион мира (5 раз)— с Дизелем (2 раза), Стивом Остином (1 раз), Джоном Синой (1 раз) и Triple H (1 раз)
  - Командный чемпион WWE (1 раз) — с Triple H
  - Европейский чемпион WWF (1 раз)
  - Победитель «Королевской битвы» (1995, 1996)
  - Четвёртый чемпион «Тройной Короны»
  - Первый в истории чемпион «Большого шлема»
  - Награды Слэмми
    - «Лучший выход 1996»
    - «Лучший костюм 1996»
    - «Лучший выход 1996»
    - «Лучший техничный рестлер 1996»
    - «Матч года 1996» за бой против Рэйзора Рамона на SummerSlam (1996)
    - «Лидер нового поколения 1997»
    - «Лучший приём года 1997»
    - «Матч года 1997» за бой против Брета Харта на WrestleMania XI
    - «Матч года 2008» за бой против Рика Флэра на WrestleMania XXIV
    - «Матч года 2009» за бой против Гробовщика на WrestleMania 25
    - «Момент года 2010» за бой против Гробовщика на WrestleMania XXVI
    - «Подстава года 2013» за подставу Дэниела Брайана на Hell in a Cell (2013)

  - Зал славы WWE (2011, 2019)
  - WWE ставит его под № 1 в списке 50 лучших рестлеров за всю историю[161]
- Wrestling Observer Newsletter
  - 5-звёздочный матч против Рейзора Рамона (за титул объединённого интерконтинентального чемпиона WWF на WrestleMania X, 20 марта 1994 года)
  - 5-звёздочный матч против Гробовщика (первый в истории матч «Ад в клетке» на PPV In Your House: Badd Blood, 5 октября 1997 года)
  - Команда года (1989) с Марти Джаннетти
  - Матч года (1994) против Рейзора Рамона (за титул объединённого интерконтинентального чемпиона WWF на WrestleMania X, 20 марта 1994 года)
  - Матч года (2008) против Криса Джерико (матч с лестницами на No Mercy)
  - Матч года (2009) против Гробовщика (на WrestleMania 25)
  - Матч года (2010) против Гробовщика (на WrestleMania XXVI)
  - Худший матч года (2018) с Трипл Эйчем против Гробовщика и Кейна (на Crown Jewel)
  - Вражда года (2004) против Криса Бенуа и Трипл Эйча за титул чемпиона мира в тяжёлом весе
  - Вражда года (2008) против Криса Джерико
  - Самый харизматичный рестлер года (1995)
  - Лучший фейс года (1996)
  - Самый харизматичный рестлер года (1996)
  - Член Зала славы WON, введён в 2003 году